# George Ham Page
George Ham Page, auch George Page-Schwerzmann oder Georg Page (* 16. Mai 1836 in Palmyra Township (Dixon), Illinois; † 20. April 1899 in Cham ZG), war ein US-amerikanischer Industrieller. Im Jahr 1866 gründete Page mit seinem Bruder Charles in Cham ZG die The Alpine Condensed Milk Company aus welcher wenig später die Anglo-Swiss Condensed Milk Company hervorging, einer Vorgängergesellschaft der heutigen Nestlé.

## Leben

### Herkunft und Ausbildung
1836 erblickte George Ham Page als Sohn von Farmer John und seiner Frau Julia Fellows in Palmyra, Illinois die Welt. Er besuchte ein College in Mount Vernon, Iowa, wo er auch kurze Zeit als Lehrer tätig war. Zu seinen Wurzeln zurückkehrend, arbeitete er danach als Landwirt. Während des Sezessionskrieges war George als Sekretär im Kriegsdepartement in Washington angestellt.

### Die Anfänge der Anglo-Swiss Condensed Milk Company
Geprägt von den Eindrücken des amerikanischen Bürgerkrieges begriffen George und seine Brüder die Bedeutung und den Wert der Kondensmilch in Büchsen: Unverderblich und aufgrund der robusten Verpackung über weite Strecken transportierbar, bildete sie eine wichtige Nahrungsquelle für die Soldaten. Georges Bruder Charles, der während des Krieges als Reporter tätig war, wurde danach vom damaligen amerikanischen Präsidenten Andrew Johnson in die Schweiz geschickt, wo er in der Funktion eines Handelskonsuls nach Investitionsmöglichkeiten suchen sollte. Von den Unmengen an Ressourcen und dem Mangel an industriellen Verarbeitungsmöglichkeiten von Milch überrascht, schickte er George zu unterschiedlichen führenden Kondensmilchherstellern in den Staaten, durch die dieser das beste Kondensierverfahren erlernen sollte. Währenddessen bemühte sich Charles um die Gründung einer Fabrik: Er gewann befreundete amerikanische Geschäftsmänner als Investoren und bezog auch den Schweizer Bankier James Kerez-Paravicini finanziell mit ein, mit dem Vorhaben, eine Aktiengesellschaft zu gründen – eine Rechtsform, die zur damaligen Zeit in der Schweiz noch kaum in die Praxis umgesetzt wurde. Schließlich fand am 9. August 1866 die erste Verwaltungsratssitzung in Zürich statt, was später als Gründungsereignis der Anglo-Swiss Condensed Milk Company in die Geschichtsbücher eingehen wird. Die Fabrik hatte ihren Sitz im landwirtschaftlich starken und mit der Bahn verkehrstechnisch gut vernetzten Cham im Kanton Zug. 1873 verfügte das Unternehmen bereits über sieben Fabriken, die in der Schweiz, Deutschland und England angesiedelt waren. Im selben Jahr starb Charles, woraufhin George einen weiteren Bruder, David Steven Page, in die Firma miteinbezieht. Die Anglo-Swiss belieferte Armeen, Kinderheime und Hospitale weltweit.

### Ehe mit Adelheid Page-Schwerzmann
1875 lernte der damals 40-jährige Amerikaner George die siebzehn Jahre jüngere Schweizerin Adelheid, noch "Heidi" genannt, bei einem Fasnachtsball kennen. Die Beziehung zwischen dem Zigarren rauchenden älteren Mann von Welt und der hübschen, jungen und Englisch sprechenden Frau führte ein halbes Jahr später bereits vor den Altar. Zwei Jahre nach der Eheschließung kam der erste und einzige Sohn des Paares, Fred, zur Welt. Adelheid kümmerte sich fortan um den Haushalt der Pages, bewirtet Geschäftspartner ihres Mannes aus aller Welt bei sich zu Hause und kultiviert daneben ihren amerikanischen Mann, der Schwierigkeiten hatte, sich an sein neues Schweizer Umfeld zu akklimatisieren. In seinen Bemühungen um ein besseres Verhältnis, versuchte George seinen neuen Nachbarn unter anderem mit landwirtschaftlichem Rat unter die Arme zu greifen. Ihm sind dabei die Einführung der Apfelsorte Jonathan und des Jersey-Rindes in die Schweiz zu verdanken. Dennoch wurde er nie wirklich warm in seiner neuen Heimat.
Aufgrund seiner dominanten Persönlichkeit wurde George als "General" betitelt. Trotzdem bemüht um das Wohl seiner Angestellten, führte er in seinem Unternehmen Pensions- und Krankenkasse zu einer Zeit ein, als es noch nicht Standard war in der Schweiz. Er liess auch eine Kosthalle und ein Badehaus errichten. Diese Bemühungen gingen nicht zuletzt auf den Einfluss seiner Frau Adelheid Page-Schwerzmann zurück, die als einzige auf den "General" einzuwirken wusste. Auf ihren Rat hin entstand auch eine moderne Kleinkinderschule. Des Weiteren liess George auf den Zuspruch seiner Frau hin zwei repräsentative Wohnhäuser für den Direktor und seine Stellvertreter in Cham errichten, die sich, im Country House-Stil gehalten, von den übrigen Zuger Bauernhäusern abhoben. Doch auch im Hinblick auf konkrete geschäftliche Entscheidungen wirkte Adelheid auf ihren Mann ein, sodass die Anglo-Swiss Condensed Milk Company mit der Zeit auch Babypulvermilch zu produzieren begann und dadurch für ein anderes grosses Schweizer Unternehmen zu einer ernst zu nehmenden Konkurrenz wurde: Nestlé. Während die Anglo-Swiss neuerdings auf Kindermehl setzte, stieg Nestlé in das Kondensmilchgeschäft ein. Der Konkurrenzkampf mündete in einem erfolglosen Übernahmeversuch Georges, der die Firma mit Sitz in Vevey im Kanton Waadt aufzukaufen versuchte. Den Gegenvorschlag der Nestlé zur Fusion lehnte er jedoch ebenso ab.

### Tod Georges und Fusion der Anglo-Swiss Condensed Milk Company mit Nestlé
Immer wieder musste George aus geschäftlichen Gründen zwischen der Schweiz und Amerika hin und her reisen, bis er 1889 in seiner Heimat Illinois die grösste Kondensmilchfabrik errichten liess und seine Familie nach New York übersiedelte. Die Fernbeziehung mit seiner Familie führte zu einem regen Briefwechsel zwischen ihm und seiner Frau. Dennoch kosteten ihn seine unzähligen Reisen, zu denen 35 schwere Atlantiküberquerungen zählen, schließlich sein Leben, sodass er 1899 in Cham der Erschöpfung erlag. Nach seinem Tod schickte ihn seine Frau noch ein letztes Mal auf Reisen, indem sie George zur Bestattung in seine Heimat überführen liess. Adelheid übernahm nach dem Tod ihres Mannes die Geschäfte und bereitete mit Sohn Fred die Fusion der Anglo-Swiss Condensed Milk Company, die sie sich zu führen nicht im Stande sah, mit der Nestlé vor. 1905 fusionierten die beiden Schweizer Unternehmen.
An George Ham Page erinnerte bis Dezember 2017 ein Mammutbaum unmittelbar neben der Nestlé in Cham. Bis zur Fällung des Baumes erhellte er, mit unzähligen Lichtern geschmückt, um die Weihnachtszeit herum über 130 Jahre lang den Dorfkern.